# هاري روبي
هاري روبي (بالإنجليزية: Harry Ruby)‏ هو كاتب سيناريو وملحن وكاتب أغاني أمريكي، ولد في 27 يناير 1895 في نيويورك في الولايات المتحدة، وتوفي في 23 فبراير 1974 في وودلاند هيلز، كاليفورنيا في الولايات المتحدة.

## وصلات خارجية
- هاري روبي على موقع IMDb (الإنجليزية)
- هاري روبي على موقع ألو سيني (الفرنسية)
- هاري روبي على موقع ميوزك برينز (الإنجليزية)
- هاري روبي على موقع أول موفي (الإنجليزية)
- هاري روبي على موقع قاعدة بيانات برودواي على الإنترنت (الإنجليزية)
- هاري روبي على موقع قاعدة بيانات الأفلام السويدية (السويدية)
- هاري روبي على موقع إن إن دي بي (الإنجليزية)
- هاري روبي على موقع أول ميوزيك (الإنجليزية)
- هاري روبي على موقع ديسكوغز (الإنجليزية)
- هاري روبي على موقع قاعدة بيانات الفيلم (الإنجليزية)